# Mermessus conjunctus
Mermessus conjunctus är en spindelart som först beskrevs av Alfred Frank Millidge 1991.  Mermessus conjunctus ingår i släktet Mermessus och familjen täckvävarspindlar. Inga underarter finns listade i Catalogue of Life.